# Benedict Wong
Benedict Wong (Eccles, 3 luglio 1971) è un attore britannico di origini hongkonghesi, noto soprattutto per aver interpretato Wong nel Marvel Cinematic Universe.

## Biografia
Wong nasce a Eccles, Inghilterra e cresce a Salford. I suoi genitori sono originari di Hong Kong. Ha frequentato la De La Salle Sixth Form College di Salford dopo le superiori ed ha frequentato un corso di 2 anni di arti performative al Salford City College. Dopo aver recitato ruoli di poco rilievo in alcune serie televisive, Benedict Wong guadagna la sua notorietà nel 2001 prendendo parte al film Spy Game di Tony Scott. Nel 2009 entra nel cast del film Moon recitando al fianco di Sam Rockwell, mentre nel 2011 ottiene una parte in The Lady - L'amore per la libertà, un film di Luc Besson.
A partire dal 2014 diventa uno dei protagonisti della serie televisiva Netflix Marco Polo, nella parte di Kublai Khan, recitando il ruolo fino alla cancellazione della serie nel 2016. Sempre nello stesso anno, Wong prende parte al film del Marvel Cinematic Universe Doctor Strange interpretando il ruolo del personaggio Wong. L'attore torna a vestire i panni di Wong nei film Avengers: Infinity War (2018), Avengers: Endgame (2019), Shang-Chi e la leggenda dei Dieci Anelli (2021), Spider-Man: No Way Home (2021) e Doctor Strange nel Multiverso della Follia (2022), e nelle serie televisive What If...? (2021) e She-Hulk: Attorney at Law (2022) per la piattaforma streaming Disney+.

## Filmografia

### Attore

#### Cinema
- Spy Game, regia di Tony Scott (2001)
- Kiss Kiss (Bang Bang), regia di Stewart Sugg (2001)
- Piccoli affari sporchi (Dirty Pretty Things), regia di Stephen Frears (2002)
- Codice 46 (Code 46), regia di Michael Winterbottom (2003)
- On a Clear Day, regia di Gaby Dellal (2005)
- A Cock and Bull Story, regia di Michael Winterbottom (2005)
- Sunshine, regia di Danny Boyle (2007)
- Grow Your Own, regia di Richard Laxton (2007)
- Largo Winch, regia di Jérôme Salle (2008)
- Moon, regia di Duncan Jones (2009)
- Shanghai, regia di Mikael Håfström (2010)
- Better Life, regia di Isaac Julien (2010)
- The Lady - L'amore per la libertà (The Lady), regia di Luc Besson (2011)
- Johnny English - La rinascita (Johnny English Reborn), regia di Oliver Parker (2011)
- Prometheus, regia di Ridley Scott (2012)
- Redemption - Identità nascoste (Hummingbird), regia di Steven Knight (2013)
- Kick-Ass 2, regia di Jeff Wadlow (2013)
- Sopravvissuto - The Martian (The Martian), regia di Ridley Scott (2015)
- Doctor Strange, regia di Scott Derrickson (2016)
- Avengers: Infinity War, regia di Anthony e Joe Russo (2018)
- Annientamento (Annihilation), regia di Alex Garland (2018)
- Avengers: Endgame, regia di Anthony e Joe Russo (2019)
- Gemini Man, regia di Ang Lee (2019)
- La vita straordinaria di David Copperfield (The Personal History of David Copperfield), regia di Armando Iannucci (2019)
- Nine Days, regia di Edson Oda (2020)
- Shang-Chi e la leggenda dei Dieci Anelli (Shang-Chi and the Legends of the Ten Rings), regia di Destin Daniel Cretton (2021)
- Spider-Man: No Way Home, regia di Jon Watts (2021)
- Doctor Strange nel Multiverso della Follia (Doctor Strange in the Multiverse of Madness), regia di Sam Raimi (2022)
- Weapons, regia di Zach Cregger (2025)

#### Televisione
- Screenplay - serie TV, episodio 7x12 (1992)
- Last of the Summer Wine - serie TV, episodio 15x9 (1993)
- The Chief - serie TV, episodio 4x2 (1994)
- Frank Stubbs Promotes - serie TV, episodio 2x6 (1994)
- Cardiac Arrest - serie TV, episodio 2x1 (1995)
- Operazione Rembrandt, regia di David Jackson - film TV (1995)
- Out of the Blue - serie TV, episodio 2x5 (1996)
- Pie in the Sky - serie TV, episodio 4x3 (1996)
- Cracker - serie TV, episodio 3x8 (1996)
- Metropolitan Police - serie TV, 9 episodi (1997-2002)
- Supply & Demand, regia di Peter MacDonald - film TV (1997)
- Breakout, regia di Moira Armstrong - film TV (1997)
- Supply & Demand - miniserie TV (1997)
- Il principe delle favole (Arabian Nights) - miniserie TV (2000)
- La forza della mente (Wit), regia di Mike Nichols - film TV (2001)
- tlc - serie TV, 6 episodi (2002)
- Look Around You - serie TV, episodi 1x8 e 2x2 (2002-2005)
- 15 Storeys High - serie TV, 12 episodi (2002-2004)
- State of Play - miniserie TV (2003)
- Eleventh Hour - serie TV, episodio 1x2 (2006)
- Frankenstein, regia di Jed Mercurio (2007)
- The Peter Serafinowicz Show - serie TV, 4 episodi (2007)
- Spirit Warriors - serie TV, 7 episodi (2010)
- Spooks - serie TV, episodio 9x4 (2010)
- IT Crowd (The IT Crowd) - serie TV, episodio 4x02 (2010)
- Law & Order: UK - serie TV, episodi 4x1 e 6x7 (2010-2011)
- Covert Affairs - serie TV, episodio 2x10 (2011)
- Top Boy - serie TV, 6 episodi (2011-2013)
- Run - miniserie TV, episodio 1x2 (2013)
- The Wrong Mans - serie TV, episodi 1x2, 1x3 e 1x4 (2013)
- Prey - miniserie TV, episodi 1x1, 1x2 e 1x3 (2013)
- Marco Polo - serie TV, 21 episodi (2014-2016) - Kublai Khan
- Black Mirror - Serie TV, episodio 3x06 (2016)
- Philip K. Dick's Electric Dreams – serie TV, episodio 1x02 (2017)
- Deadly Class – serie TV, 10 episodi (2019-in corso)
- What We Do in the Shadows - serie TV, episodio 2x01 (2020)
- She-Hulk: Attorney at Law – serie TV (2022)
- Il problema dei 3 corpi (3 Body Problem) - serie TV (2024-in corso)

#### Cortometraggi
- Double Happiness, regia di Eicke Bettinga (2001)
- Days of Darkness, regia di Jenny Ash (2005)
- Mr John, regia di Julian Kerridge (2005)
- Life:XP, regia di Justin Trefgarne (2007)
- Slapper, regia di Chiwetel Ejiofor (2008)
- My Dad the Communist, regia di Lab Ky Mo (2009)
- Painkiller, regia di Mustapha Kseibati (2011)

### Doppiatore
- Dark Crystal - La resistenza (The Dark Crystal: Age of Resistance) – serie TV (2019)
- Lilli e il vagabondo (Lady and the Tramp), regia di Charlie Bean (2019)
- Raya e l'ultimo drago (Raya and the Last Dragon), regia di Don Hall e Carlos López Estrada (2021)
- What If...? – serie animata (2021)
- L'elefante del mago (The Magician's Elephant), regia di Wendy Rogers (2023)

## Riconoscimenti
- British Independent Film Awards
  - 2003 – Candidatura come miglior attore non protagonista per Piccoli affari sporchi (Dirty Pretty Things)[8]
- Independent Spirit Awards
  - 2021 – Candidatura come miglior attore non protagonista per Nine Days[9]

## Doppiatori italiani
Nelle versioni in italiano delle opere in cui ha recitato, Benedict Wong è stato doppiato da:
- Simone Mori in Spy Game, Piccoli affari sporchi, Sunshine, Moon, Annientamento, Gemini Man, Il problema dei 3 corpi, Weapons
- Carlo Cosolo in Doctor Strange, Avengers: Infinity War, Avengers: Endgame, Shang-Chi e la leggenda dei Dieci Anelli, Spider-Man: No Way Home, Doctor Strange nel Multiverso della Follia, She Hulk: Attorney at Law
- Luigi Ferraro in Kick-Ass 2, Philip K. Dick's Electric Dreams
- Christian Iansante in The Lady - L'amore per la libertà
- Raffaele Palmieri in Redemption - Identità nascoste
- Roberto Draghetti in Sopravvissuto - The Martian
- Alberto Angrisano in Marco Polo
- Mino Caprio in Prometheus
- Carlo Scipioni in Black Mirror

Da doppiatore è sostituito da:
- Carlo Cosolo in Lilli e il vagabondo, What If...?
- Stefano Thermes in Dark Crystal - La resistenza
- Paolo Calabresi in Raya e l'ultimo drago